# Uroptychus ensirostris
Uroptychus ensirostris is een tienpotigensoort uit de familie van de Chirostylidae. De wetenschappelijke naam van de soort is voor het eerst geldig gepubliceerd in 1917 door Parisi.